# Radio Nauru
ARadio Nauru, fundada em 1968, é uma estação de rádio estatal, de meio não-comercial com sede na República de Nauru, sendo administrada pela Nauru Broadcasting Service, que também opera a Nauru Television. Ela transmite em frequências de 1323 kHZ (AM) e 88.88 mHz (FM). A Nauru Radio oferece programas da cultura tradicional nauruana, notícias, informação e música clássica e moderna, assim como música local. Carrega programas da Radio Australia e da BBC. 
A Radio Nauru transmite programas tanto em nauruano como em inglês. 